# Вісенте Марч
Вісенте Марч (ісп. Vicente March 27 грудня, 1859, Валенсія — 31 березня, 1927, Хатіва) — іспанський художник зламу 19-20 ст. Повне ім'я Вісенте Марч і Марко.

## Біографія
Народився у місті Валенсія. Художню освіту здобув у Школі красних мистецт Сан Карлос. Його вчителі там — Гонсало Сальва (1845-1923) та Франсіско Домінгес Маркес (1842-1920).
1876 року художник-початківець брав участь у конкурсі на римську премію, але здобув лише друге місце за рішенням журі. Його вчитель Домінго Маркес запропонував учню їхати у Італію на стажування, не чекаючи нового конкурсу, а власним коштом. Він працював у Іспанії, заробляв гроші і відбув у Рим лише 1887 року разом із приятелем Константином Гомесом.
Перебування в Римі мало на меті як навчання, так і заробляння грошей. Була знайдена художня майстерня в колишньому палаццо Маргута, котру вони розділяли з іншими іспанськими художниками, переважно вихідцями з Валенсії. Серед них були —  Сальвадор Санчес Барбудо, Мануель Муньйос Касас, Педро Серрано, Пуїг Рода, брати Бенльюре. З декотрими з них підтримував дружні стосунки тривалий час.
В Римі навчався в академії Кіджі (художній школі). Влітку відвідував або Неаполь, або Венецію чи містечко Ассізі, звідки був родом св. Франциск, шанований також у Іспанії. Пошуки заробітку навернули художника до створення модних тоді картин на арабську тематику. Аби картини з арабською тематикою були більш достовірними, відвідав Марокко та арабський Єгипет. Розробляв також пейзаж, побутовий жанр, портрет. Надавав перевагу декоративним властивостям живопису і користувався помірними знахідками стилістики імпресіонізму.
Постійно брав участь у різних виставках, перш за все в містах Берлін та Мюнхен, позаяк останній відігравав помітну роль у художньому житті Західної Європи. Здобув популярність саме за кордоном. Тому низка творі іспанського художника була продана у приватні збірки та осіла в таких країнах, як Аргентина, Бразилія, Бельгія, Німеччина, Швеція, Сполучені Штати Америки, Франція, хоча не належав до найбільш обдарованих іспанських майстрів другої половини 19 ст.
Був одружений з жінкою з Іспанії. Після 1903 року перебрався на житло і працю у місто Хатіва, звідки родом була його дружина. Помер у Хатіві.

## Обрані твори (неповний перелік)
- «Хрестини в Іспанії»
- «Італійка з передмістя»
- «Актори цирку під час відпочинку»
- «Фокусник»
- «Продавець фруктів»
- «Продаж помаранчів»
- «Продаж керамічного посуду»
- «Дівчина з квітами»
- «Дворик, Ансорена.  Мадрид»
- «Пралі і свіжий кавалер верхи»
- «Три покоління одної родини»
- «Ринкова площа в Субіако»
- «Кочетові бої в Алжирі»
- «Сільський музика»
- «Ринок квітів у Валенсії»
- «Дворик римської бідноти з ткалями»
- «Цікава книга» або «Арабський антиквар», 1881
- «Актори цирку, Валенсія», 1883
- «Парк», 1885
- «Пьяцца дель Арко ді Тіто», Італія

## Обрані твори (галерея)

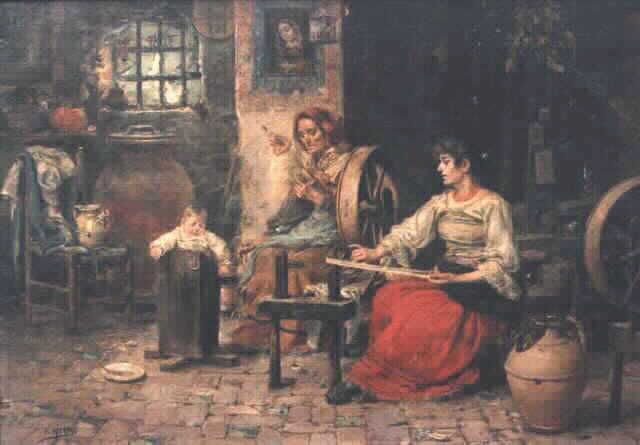
Вісенте Марч. «Три покоління одної родини»
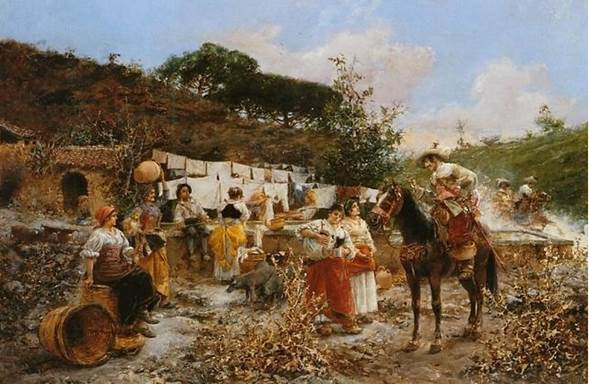
Вісенте Марч. «Пралі і свіжий кавалер»